# اشتباكات جنوب سوريا (أبريل – مايو 2025)
بدأت اشتباكات جنوب سوريا في 28 أبريل 2025. اندلعت الاشتباكات الأولية في مدينة جرمانا بعد توترات تتعلق بتداول تسجيل صوتي مثير للجدل، وتصاعدت بسرعة إلى المناطق المجاورة في صحنايا وأشرفية صحنايا، وفي 30 أبريل إلى عدة قرى في محافظة السويداء.

## الخلفية
وقعت اشتباكات جرمانا 2025 في أواخر فبراير 2025 في جرمانا بين الميليشيات الدرزية وقوات الأمن الداخلي السوري.
استمرت التوترات في أواخر أبريل 2025 بعد انتشار تسجيل صوتي مسيء يُزعم أنه يحتوي على محتوى تجديف ضد النبي محمد، ويُنسب إلى عالم درزي يُدعى مروان كيوان، الذي تبرأ منه. أثار التسجيل غضبًا عامًا في جميع أنحاء المنطقة. أدان المجلس الديني للدروز في السويداء التسجيل بسرعة وتبرأ من الفرد، بينما أطلقت وزارة الداخلية تحقيقًا رسميًا، مؤكدة لاحقًا أن الشخص المتهم لم يكن مسؤولًا عن التسجيل.
أعرب المجلس العسكري في السويداء، والقوات العليا، وقوات شيخ الكرامة عن غموض موقفهم تجاه إدارة الشرع، بينما أعربت مجموعات درزية أخرى، بما في ذلك أحرار جبل العرب، وكتيبة سلطان باشا الأطرش، والمجموعة التي يقودها ليث البلعوس، عن انفتاحها على العمل معها.
وفقًا للناشط سميح العوام، تنقسم السويداء بشكل عام إلى ثلاثة فصائل؛ الحركات المدنية تدعم الرئيس بشكل عام، بينما الفصائل المسلحة المختلفة، بما في ذلك 
رجال الكرامة، ولواء الجبل، وقوات البلعوس، وأحرار جبل العرب يدعمون أيضًا إدارة الشرع. أربعة مجموعات متحالفة مع حكمت الهجري تؤيد اللامركزية.

## الجدول الزمني

### اشتباكات في جرمانا
وقع الحادث الأول في حوالي الساعة 2:00 صباحًا يوم 28 أبريل 2025، عندما فتحت مجموعة مجهولة النار على نقطة تفتيش ميليشيا محلية قرب تقاطع "النسيم" عند مدخل جرمانا. استمر إطلاق النار وازداد حدة حوالي الساعة 4:00 صباحًا، مما أدى إلى مقتل ما لا يقل عن عضوين من قوات الأمن الداخلي السوري وستة من سكان المدينة. وأصيب أكثر من عشرة آخرين في الموجة الأولى من العنف.
فرضت الفصائل المحلية إجراءات أمنية مشددة، وأقامت نقاط تفتيش وقيدت الحركة من وإلى المدينة. تم تداول بيان على وسائل التواصل الاجتماعي، نُسب إلى سكان جرمانا، يدين العنف والتحريض الطائفي، بينما يحث السلطات الرسمية على التحقيق ومعاقبة المسؤولين.

### اشتباكات في صحنايا وأشرفية صحنايا
في 29 أبريل 2025، امتدت الاشتباكات إلى بلدتي صحنايا وأشرفية صحنايا ذات الغالبية الدرزية. هاجمت جماعات مسلحة عدة نقاط تفتيش أمنية باستخدام الأسلحة الخفيفة وقذائف آر بي جي. توقف القتال لفترة وجيزة، لكنه استمر بعد وصول تعزيزات من درعا.
قُتل حسام وروعار، رئيس بلدية صحنايا، وابنه في 1 مايو على يد مسلحين مجهولين. أعلنت السلطات فتح تحقيق في الحادث، وسط حالة من عدم اليقين والتكهنات بشأن هوية المسؤولين. ادعى المرصد السوري لحقوق الإنسان أن الاثنين قتلا على يد جماعات موالية للحكومة.

### التدخل الإسرائيلي
نظم الدروز في إسرائيل في المنطقة الشمالية احتجاجات للمطالبة بتدخل عسكري إسرائيلي في سوريا، لحماية الدروز السوريين الذين يعيشون هناك.
وسط الاضطرابات في 30 أبريل، أفادت وسائل الإعلام الإسرائيلية عن غارات محدودة بطائرات مسيرة استهدفت عناصر مسلحة مزعومة في صحنايا، يُزعم أنها كانت إجراء تحذيريًا. أفادت التقارير أن هذه الغارات استهدفت مجموعة يُزعم أنها كانت تعد لهجمات ضد الطائفة الدرزية. لم يتم الإبلاغ عن أي إصابات من قبل المصادر الإسرائيلية.
صرح رئيس الوزراء الإسرائيلي بنيامين نتنياهو، إلى جانب وزير الدفاع يسرائيل كاتس، في إعلان مشترك أن الغارة الجوية في صحنايا كانت "عملية تحذيرية". وذكرا أن الغارة كانت تهدف إلى إرسال رسالة واضحة إلى الحكومة السورية، مؤكدين أن إسرائيل تتوقع منها اتخاذ إجراءات لحماية الطائفة الدرزية.
أسفرت غارة إسرائيلية ثانية، استخدمت فيها طائرة هرمز 450 مسيرة، عن مقتل عضو في قوات الأمن الداخلي السوري وإصابة آخرين.
في الساعات الأولى من 2 مايو، أسقطت طائرات إسرائيلية قنبلة في محيط قصر الشعب في دمشق، وهو ما أكده نتنياهو وكاتس في بيان مشترك ووصفا الهجوم بأنه رسالة واضحة للنظام السوري، متعهدين بـ "عدم السماح بإرسال قوات جنوب دمشق" ومحذرين من التهديدات للطائفة الدرزية في سوريا.
صدرت بيانات إدانة للضربة من قبل قطر، المملكة العربية السعودية، الكويت، الأردن، العراق، رابطة العالم الإسلامي، مجلس التعاون لدول الخليج العربية، جامعة الدول العربية، البرلمان العربي، الأمم المتحدة، والرئاسة السورية.
لاحقًا في اليوم نفسه، أعلنت السلطات الإسرائيلية أنها تستعد لاستهداف مواقع إضافية داخل سوريا، بما في ذلك أهداف عسكرية وأهداف تابعة للنظام.
في اليوم نفسه، ضرب انفجار مزرعة في ريف السويداء الغربي. أشارت التقارير الأولية إلى أن الانفجار قد يكون مرتبطًا بطائرة مسيرة مجهولة شوهدت تحلق فوق المنطقة، ربما من أصل إسرائيلي. قُتل أربعة أفراد نتيجة الانفجار. نفت إذاعة الجيش الإسرائيلي شن أي غارة جوية على المنطقة.[بحاجة لمصدر أفضل] ومع ذلك، نسبت وسائل الإعلام السورية الهجوم إلى إسرائيل، زاعمة أن الضحايا كانوا أعضاء في جماعة مسلحة درزية محلية مسؤولة عن الدفاع عن المنطقة، وأنهم حاولوا إسقاط الطائرة المسيرة لكنهم تعرضوا لإطلاق النار بعد لحظات.
في مساء 2 مايو، والساعات الأولى من 3 مايو، دخلت طائرات إسرائيلية المجال الجوي السوري من لبنان وهاجمت مواقع متعددة في محافظات ريف دمشق، حماة، ودرعا، مما أسفر عن مقتل مدني واحد على الأقل وإصابة أربعة. في الوقت نفسه، أفادت التقارير أن طائرات مقاتلة تركية كانت تحلق فوق الحدود التركية السورية في محافظتي إدلب وحلب. أفادت وسائل الإعلام التركية أن الطائرات المقاتلة التركية حلقت فوق محافظتي حماة وحمص، وأصدرت إشارات تحذير للطائرات الإسرائيلية لمغادرة المجال الجوي السوري، ونشرت تدابير تشويش إلكتروني.
أفادت التقارير أن مروحية تابعة للقوات الجوية الإسرائيلية هبطت في محافظة السويداء ونقلت خمسة دروز مصابين لتلقي العلاج في مستشفى زيف في صفد، حيث تم نقل 10 دروز سوريين جرحى آخرين في الأيام السابقة. كما صرح الجيش الإسرائيلي أن القوات "منتشرة في جنوب سوريا ومستعدة لمنع القوات المعادية من دخول المنطقة والقرى الدرزية".
بعد عدة أسابيع، أفادت قناة التلفزيون الإسرائيلية آي 24 نيوز أن المروحية الإسرائيلية التي هبطت في السويداء في 2 مايو استعادت وثائق وصورًا ومقتنيات شخصية مرتبطة بالجاسوس الإسرائيلي إيلي كوهين، الذي أُعدم في دمشق عام 1965. بينما أكدت السلطات الإسرائيلية سابقًا أن عملاء الموساد تعاونوا مع جهاز استخبارات أجنبي لم يُذكر اسمه للحصول على المواد، ادعت آي 24 نيوز أن مسؤول أمن سوري رفيع المستوى في المنطقة سهل العملية. ووفقًا للتقرير، تم التصريح بنقل الأرشيف إلى إسرائيل من قبل الزعيم السوري أحمد الشرع كبادرة حسن نية متعمدة تجاه كل من إسرائيل والولايات المتحدة. في السابق، أكدت رويترز أن تسليم ممتلكات كوهين تم بموافقة القيادة السورية.

### اشتباكات في السويداء
في مساء 30 أبريل، هاجمت جماعات مسلحة قرى ذات غالبية درزية هي عرى، ورصاص، والصورة الكبيرة، وقصفت كناكر في محافظة السويداء واشتبكت مع جماعات درزية مسلحة محلية. وسرعان ما تم نشر قوات الحكومة السورية في المنطقة لاستعادة الاستقرار. وقد أفيد لاحقًا أن المهاجمين كانوا مرتبطين بـوزارة الدفاع.
في الصورة الكبيرة، تم حرق وتدمير ضريح ومتحف عصام زهر الدين، وهو ضابط عسكري درزي متوفى وقائد سابق لـالحرس الجمهوري السوري الذي كان يتمتع بسمعة سيئة كجزء من قوات حكم حزب البعث في سوريا، على يد مهاجمين مجهولين، تم تفجير المبنى في النهاية.
في 1 مايو، أصدر حكمت الهجري، أحد الزعماء الدينيين الدروز في سوريا، بيانًا ينتقد فيه الحكومة الانتقالية السورية الثانية. اتهم الهجري النظام بارتكاب فظائع ضد مواطنيه من خلال ما وصفه بـ"الميليشيات التكفيرية التابعة للحكومة". وادعى وجود إجماع واسع بين السوريين حول سلوك النظام القمعي ودعا إلى تدخل دولي عاجل. في بيانه، أعرب الهجري عن أسفه لعدم وجود إصلاحات سياسية ملموسة بعد الاحتجاجات وجهود المقاومة الأخيرة في السويداء، مشيرًا إلى مرور خمسة أشهر منذ ما أسماه "التحرر من القمع"، في إشارة إلى سقوط نظام الأسد، ومع ذلك لم يتم إحراز أي تقدم نحو دستور جديد أو دولة مدنية لا مركزية تضمن العدالة والحرية. أعلن أن الحكومة السورية لم تعد تمثل شعبها، واصفًا قواتها بأنها "أدوات قتل واختطاف وتحريض طائفي"، واختتم بالقول إن الحماية الدولية أصبحت حقًا مشروعًا لشعب "أُبيد بالمجازر".
في الساعات الأولى من 2 مايو، شنت مجموعات مسلحة مجهولة هجمات بالهاون على قرى حران ولبين والقرى المجاورة، تلاها محاولة توغل بري. صدت الفصائل الدرزية المحلية الهجوم. صرحت الحكومة السورية لاحقًا أن المهاجمين غير تابعين لقوات الدولة ووصفتهم بأنهم "جماعات خارجة عن القانون".

### التدخل التركي
وسط موجة من الغارات الجوية الإسرائيلية في مساء 2 مايو، والساعات الأولى من 3 مايو، أفادت التقارير أن طائرات مقاتلة تركية أطلقت إشارات تحذير إلكترونية وشوشت أنظمة الطائرات الإسرائيلية العاملة في المجال الجوي السوري، محاولة دفعها إلى الخروج. استهدفت الغارات الإسرائيلية مواقع متعددة في محافظات درعا، ريف دمشق، وحماة، مما أسفر عن سقوط ضحايا مدنيين – قتل شخص واحد وأصيب عدة آخرون قرب حرستا والتل.
أعربت تركيا بشكل متزايد عن قلقها إزاء العمليات العسكرية الإسرائيلية في سوريا، معتبرة إياها تهديدًا للاستقرار الإقليمي ولمصالحها الوطنية. قبل أيام قليلة، كانت وزارة الشؤون الخارجية التركية قد دعت إلى وقف الغارات الإسرائيلية، وحثت على التركيز على أمن سوريا ووحدتها.

### حوادث بعد الاتفاق
هاجمت مجموعات مجهولة قرية الثعلة في 4 مايو 2025، وردت عليها حركة رجال الكرامة.
في 6 مايو 2025، أسفر كمين في قرية الدور، الواقعة في ريف السويداء الغربي، عن مقتل عضوين من قوات الأمن العام وإصابة أربعة آخرين. وقع الحادث أثناء نقل عناصر الأمن جريحين من سكان السويداء كانا قد أصيبا سابقًا في اشتباكات على طريق السويداء-دمشق السريع وتلقيا علاجًا طبيًا في محافظة درعا. ووفقًا لوسائل الإعلام السورية الرسمية، نفذ الكمين المجلس العسكري في السويداء. ومع ذلك، نفى المجلس العسكري أي دور له، واصفًا الادعاءات بأنها جزء من حملة تشهير إعلامية.
في 21 مايو 2025، احتجزت جماعة مسلحة، "بقيادة فادي نصر، بدعم من طارق النقوش"، مصطفى البكور، محافظ محافظة السويداء، رهينة في قاعة البلدية، مطالبة وتأمين إطلاق سراح راغب قرقوط، وهو مدان بسرقة سيارات. تم حشد حركة رجال الكرامة وتأمين طريق خروج المحافظ من المبنى، بينما اشتبك لواء الجبل مع المسلحين. قدم البكور استقالته بعد يومين.
في 28 مايو 2025، عُثر على قائد سابق للواء الثامن المنحل في حالة حرجة قرب مستشفى في إزرع بعد إصابته بطلقات نارية في جانبه، مما يشير إلى محاولة إعدام من قبل خاطفيه قبل أن ينقذه سكان محليون وينقلوه لتلقي العلاج العاجل. في وقت سابق من اليوم نفسه، فتح مسلحون مجهولون في سيارة ذات نوافذ مظللة النار على قائد سابق آخر للواء الثامن في بصرى، ريف درعا الشرقي، واختطفوه؛ ولا يزال غير واضح ما إذا كان قد أصيب أو قُتل، ومصيره لا يزال مجهولًا.
في 29 مايو 2025، انفجرت عبوة ناسفة مزروعة على جانب طريق عريقة–نجران في ريف محافظة السويداء الغربي أثناء مرور سيارة إسعاف تابعة لمديرية صحة السويداء. وأسفر الانفجار عن إصابة ستة مدنيين، بينهم امرأتان واثنان من طاقم سيارة الإسعاف (السائق ومسعف)، كما دُمّرت السيارة بشكل شبه كامل، مما أدى إلى خروجها عن الخدمة.

## إعدامات خارج نطاق القضاء بحق الدروز
في 29 أبريل، أفادت تقارير بأن مجموعات مسلحة يُقال إنها تابعة لـوزارة الدفاع (سوريا) قامت بإعدام مدنيين في منشأة لتربية الدواجن على أطراف صحنايا. وفي 1 مايو، ارتفع عدد حالات الإعدام الميداني المُبلّغ عنها في أشرفية صحنايا إلى تسع حالات. نُفِّذت ثماني منها داخل منشأة الدواجن، بينما استهدفت الحالة الأخرى رجلًا في منزله.
وفي 2 مايو، أُفيد بأن العدد الأخير للدروز المدنيين الذين أُعدموا خارج نطاق القضاء بلغ عشرة، حيث زعم المرصد السوري لحقوق الإنسان أنهم قُتلوا على يد قوات تابعة لوزارتي الدفاع والداخلية السوريتين في صحنايا وأشرفية صحنايا.
كان مقاتلون دروز مسلحون في طريقهم إلى صحنايا لتعزيز وجود الدروز هناك، لكنهم تعرضوا لكمين في بُرّاق على طريق دمشق–السويداء السريع. وقد تم إحراق بعض جثث المقاتلين الدروز الذين وقعوا في الكمين، بينما تم تشويه جثث آخرين، في حين وردت تقارير تفيد بأن الجناة رددوا هتافات معادية للطائفة الدرزية.

## جهود التهدئة
أصدر المفتي العام للجمهورية العربية السورية، الشيخ أسامة الرفاعي، بيانًا في 30 أبريل حذر فيه من مخاطر الفتنة الداخلية، وذلك ردًا على الأحداث الجارية. ودعا الرفاعي السوريين إلى رفض دعوات الانتقام والتحريض الطائفي، مؤكدًا أن "الفتنة يسهل إشعالها، لكن عواقبها لا تُعلَم". وشدد على أن دماء جميع السوريين مقدسة، ولا يجوز سفك ولو قطرة منها. كما حذر من الاستماع إلى الأصوات التي تسعى لإشعال الفتنة، واصفًا إياها بأنها "صوت الشيطان"، وداعيًا بدلًا من ذلك إلى ضبط النفس والحفاظ على وحدة الوطن.
قال وليد جنبلاط، السياسي البارز في الموحدون الدروز في لبنان، في 30 أبريل إنه يجري اتصالات مكثفة في إطار مساعيه لتحقيق وقف لإطلاق النار.[بحاجة لمصدر أفضل]
وصل وفد من مشايخ وأعيان محافظة السويداء إلى منطقة أشرفية صحنايا في 30 أبريل، وتضمّن الوفد محافظ السويداء، بالإضافة إلى الزعيمين الروحيين للطائفة الدرزية، حمود الحناوي ويوسف جربوع. وعقد الوفد اجتماعًا بهدف تحقيق التهدئة.

## الاتفاقات واستجابة الحكومة
أسفر اجتماع عُقد بين مسؤولين حكوميين وممثلين عن الطائفة الدرزية في 29 أبريل عن اتفاق لتهدئة الأوضاع في جرمانا، ومحاسبة المعتدين، والتصدي للتحشيد الطائفي.
وفي مساء 30 أبريل، أفادت وسائل الإعلام السورية أن محافظي محافظة ريف دمشق ومحافظة السويداء ومحافظة القنيطرة، بالإضافة إلى عدد من الوجهاء والشخصيات الاجتماعية، توصلوا إلى اتفاق أولي يقضي بوقف إطلاق النار في جرمانا وأشرفية صحنايا.
وفي 1 مايو، عُقد اجتماع في السويداء ضمّ شخصيات دينية درزية ووجهاء محليين وممثلين عن الفصائل، من بينهم القادة الروحيون الثلاثة لـدروز سوريا. وأسفر الاجتماع عن بيان مشترك أكدوا فيه رفضهم القاطع لأي شكل من أشكال التقسيم أو الانفصال أو الانقسام. كما دعا البيان إلى تفعيل دور وزارة الداخلية (سوريا) والسلطة القضائية ضمن محافظة السويداء، على أن يكونوا من أبناء المحافظة، وطالب الدولة السورية بضمان الأمن على طريق السويداء–دمشق. وفي أعقاب الاجتماع، تم التوصل إلى اتفاق لتفعيل دور وزارة الداخلية في محافظة السويداء، إلى جانب عدة تدابير أخرى تهدف إلى استعادة الاستقرار. كما تضمّن الاتفاق تسليم الأسلحة الثقيلة في جرمانا إلى الدولة، وتعزيز قوات الأمن في المدينة، وحظر تدريجي لجميع الأسلحة غير المرخصة، ونشر وحدات من وزارة الدفاع على أطراف المدينة لحماية محيطها.
عقب الاتفاق، قدمت الفصائل الدرزية المحلية قائمة تضم 1500 اسم من المرشحين للانضمام إلى قيادة الأمن الداخلي السوري. وحتى 2 مايو، تم قبول 700 منهم، وتم نشرهم لاحقًا في أنحاء محافظة السويداء لدعم جهود استعادة الاستقرار.
وفي 3 مايو، أصدرت القيادة الروحية للطائفة الدرزية في سوريا، بفرعيها، بيانًا أوضحت فيه البنود الرئيسية للاتفاق كما يلي:
- تفعيل قوى الأمن الداخلي (الشرطة) من عناصر سابقين في قوى الأمن الداخلي، وتفعيل الجهاز القضائي من أبناء محافظة السويداء فقط، بشكل فوري.
- فك الحصار عن مناطق السويداء وجرمانا وصحنايا وأشرفية صحنايا، وعودة الحياة الطبيعية فورًا.
- تأمين طريق دمشق–السويداء وضمان سلامته وأمنه، تحت مسؤولية الجهات المختصة، بشكل فوري.
- وقف إطلاق النار في جميع المناطق.
- أي إعلان يخالف أو يتجاوز هذه البنود يُعتبر قرارًا أحاديًا.

دعت الفصائل المرتبطة بحكمت الهجري إلى تعبئة عامة.